# 威發國際
威發國際集團有限公司，簡稱威發國際，以及威發國際集團（英語：PERFECTECH INTERNATIONAL HOLDINGS LIMITED，港交所：0765），在1978年由潘少忠先生（主席及總裁）創立一家專門在中國內地經營提供塑膠包裝產品之設計及製造。由2010年7月起，潘偉駿博士為威發國際之執行董事，其畢業於英國布里斯托大學，並持有機械工程學士學位及哲學博士學位。
而該股份在1992年10月23日於香港交易所主板上市。總部位於香港香港仔黃竹坑香葉道怡達工業大廈7樓。

## 連結
- Perfectech.com.hk （页面存档备份，存于）